# Marvin Plattenhardt
Marvin Plattenhardt (n. 26 ianuarie 1992) este un fotbalist german care evoluează la clubul german Hertha Berlin în Bundesliga din Germania.

## Carieră de club

### Hertha Berlin
La 20 mai 2014, am semnat un contract pe trei ani cu Hertha BSC. A marcat primul său gol pentru club în 12 decembrie 2015, marcând dintr-o lovitură liberă într-o victorie cu 4-0 cu SV Darmstadt 98. La 11 martie 2017, Plattenhardt a marcat golul câștigător într-o victorie cu 2-1 împotriva lui Borussia Dortmund, al șaptelea gol în ligă, toate provenind din lovituri libere.

## Carieră internațională
Plattenhardt a fost chemat pentru prima oară la echipa națională în 2017, pentru amicalul împotriva Danemarcei, pe 6 iunie 2017, pentru meciul de calificare la Cupa Mondială din 2018 împotriva lui San Marino pe 10 iunie 2017 și pentru Cupa Confederațiilor 2017 care a avut loc între 17 iunie și 2 iulie 2017, făcânduși debutul său într-un meci amical împotriva Danemarcei, pe 6 iunie 2017.

## Palmares
Germania
- Campionatul European de fotbal sub 17 din 2009
- Cupa Confederațiilor FIFA 2017